# Rohr (Bas-Rhin)
Pour les articles homonymes, voir Rohr.
Rohr est une commune française située dans la circonscription administrative du Bas-Rhin et, depuis le 1er janvier 2021, dans le territoire de la Collectivité européenne d'Alsace, en région Grand Est.
Cette commune se trouve dans la région historique et culturelle d'Alsace.

## Géographie
Rohr est située dans les collines sous-vosgiennes et appartient à l’arrière Kochersberg (séparé du Bas-Kochersberg par l’éperon de Wasselonne). La topographie locale est marquée par la vallée du Rohrbach qui délimite l’est du ban communal. L’endroit est naturellement humide et propice au développement de roselières.
| Saessolsheim | Duntzenheim  | Gougenheim |
| Landersheim  | Rohr         |            |
|              | Willgottheim | Durningen  |

### Hydrographie
La commune est dans le bassin versant du Rhin au sein du bassin Rhin-Meuse. Elle est drainée par le ruisseau le Rohrbach,.
Le Rohrbach, d'une longueur de 18 km, prend sa source dans la commune de Wolschheim et se jette  dans la canal de la Marne au Rhin à Hochfelden, après avoir traversé douze communes. 

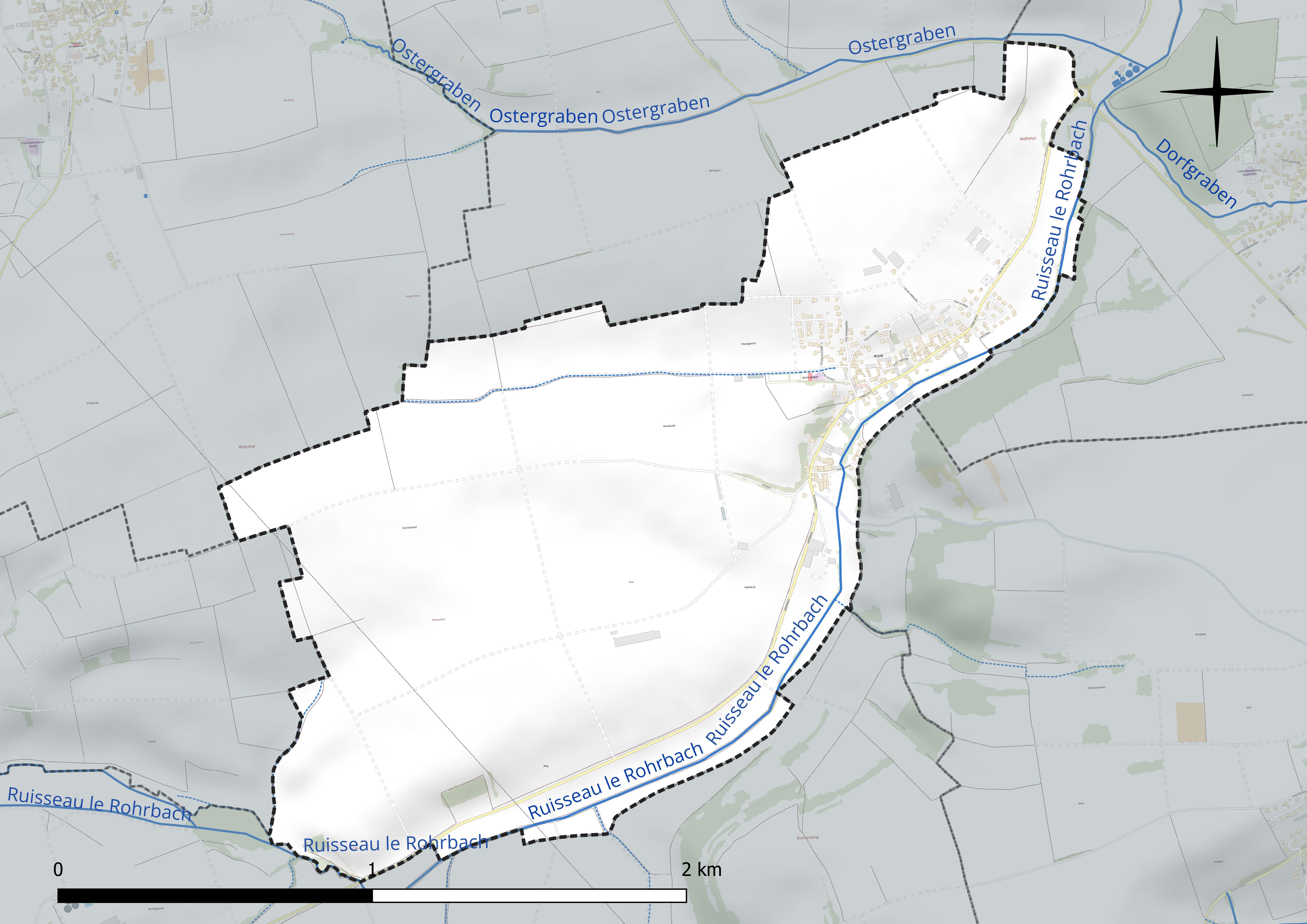
Réseau hydrographique de Rohr.

### Climat
Pour des articles plus généraux, voir Climat du Grand Est et Climat du Bas-Rhin.
En 2010, le climat de la commune est de type climat des marges montargnardes, selon une étude du Centre national de la recherche scientifique s'appuyant sur une série de données couvrant la période 1971-2000. En 2020, Météo-France publie une typologie des climats de la France métropolitaine dans laquelle la commune est exposée à un climat semi-continental et est dans la région climatique  Vosges, caractérisée par une pluviométrie très élevée (1 500 à 2 000 mm/an) en toutes saisons et un hiver rude (moins de 1 °C). 
Pour la période 1971-2000, la température annuelle moyenne est de 10,6 °C, avec une amplitude thermique annuelle de 17,6 °C. Le cumul annuel moyen de précipitations est de 814 mm, avec 10,4 jours de précipitations en janvier et 10,6 jours en juillet. Pour la période 1991-2020, la température moyenne annuelle observée sur la station météorologique de Météo-France la plus proche, « Waltenheim-sur-zorn », sur la commune de Waltenheim-sur-Zorn à 8 km à vol d'oiseau, est de 11,3 °C et le cumul annuel moyen de précipitations est de 652,2 mm. 
La température maximale relevée sur cette station est de 38 °C, atteinte le 7 août 2015 ; la température minimale est de −14,9 °C, atteinte le 20 décembre 2009,,. 
Les paramètres climatiques de la commune ont été estimés pour le milieu du siècle (2041-2070) selon différents scénarios d'émission de gaz à effet de serre à partir des nouvelles projections climatiques de référence DRIAS-2020. Ils sont consultables sur un site dédié publié par Météo-France en novembre 2022.

## Urbanisme

### Typologie
Au 1er janvier 2024, Rohr est catégorisée commune rurale à habitat dispersé, selon la nouvelle grille communale de densité à sept niveaux définie par l'Insee en 2022.
Elle est située hors unité urbaine. Par ailleurs la commune fait partie de l'aire d'attraction de Strasbourg (partie française), dont elle est une commune de la couronne,. Cette aire, qui regroupe 268 communes, est catégorisée dans les aires de 700 000 habitants ou plus (hors Paris),.

### Occupation des sols
L'occupation des sols de la commune, telle qu'elle ressort de la base de données européenne d’occupation biophysique des sols Corine Land Cover (CLC), est marquée par l'importance des territoires agricoles (91,4 % en 2018), en diminution par rapport à 1990 (100 %). La répartition détaillée en 2018 est la suivante : 
terres arables (90,7 %), zones urbanisées (8,6 %), zones agricoles hétérogènes (0,7 %). L'évolution de l’occupation des sols de la commune et de ses infrastructures peut être observée sur les différentes représentations cartographiques du territoire : la carte de Cassini (XVIIIe siècle), la carte d'état-major (1820-1866) et les cartes ou photos aériennes de l'IGN pour la période actuelle (1950 à aujourd'hui).

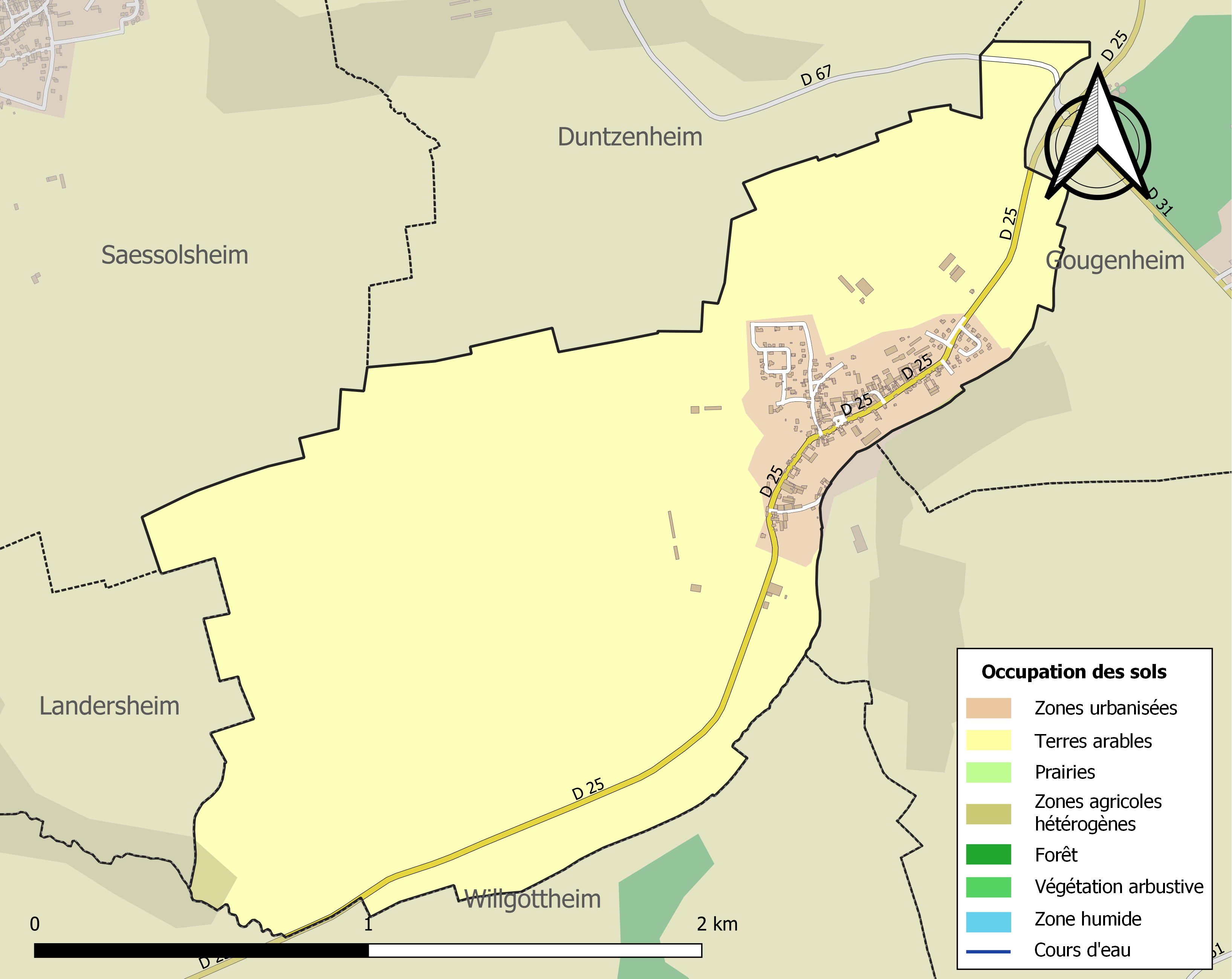
Carte des infrastructures et de l'occupation des sols de la commune en 2018 (CLC).

## Toponymie
Rohr signifie « roseau ».

## Histoire
Selon la légende, Arbogast, évêque de Strasbourg, passe à Rohr un jour de canicule et fait jaillir de l’eau en frappant le sol avec sa crosse.
Entre le 1er février 1973 et le 1er janvier 1986, Rohr est rattachée à la commune de Gougenheim par fusion-association.

### Héraldique
| Blason de Rohr (Bas-Rhin) | Blason  | D'azur au pal d'argent chargé de trois fleurs de lys de gueules. |
| Blason de Rohr (Bas-Rhin) | Détails |                                                                  |

## Démographie
L'évolution du nombre d'habitants est connue à travers les recensements de la population effectués dans la commune depuis 1793. Pour les communes de moins de 10 000 habitants, une enquête de recensement portant sur toute la population est réalisée tous les cinq ans, les populations de référence des années intermédiaires étant quant à elles estimées par interpolation ou extrapolation. Pour la commune, le premier recensement exhaustif entrant dans le cadre du nouveau dispositif a été réalisé en 2008.

En 2022, la commune comptait 366 habitants, en évolution de +25,77 % par rapport à 2016 (Bas-Rhin : +3,17 %, France hors Mayotte : +2,11 %).
| 1793 | 1800 | 1806 | 1821 | 1831 | 1836 | 1841 | 1846 | 1851 |
| ---- | ---- | ---- | ---- | ---- | ---- | ---- | ---- | ---- |
| 286  | 189  | 302  | 365  | 324  | 389  | 367  | 392  | 395  |

| 1856 | 1861 | 1866 | 1871 | 1875 | 1880 | 1885 | 1890 | 1895 |
| ---- | ---- | ---- | ---- | ---- | ---- | ---- | ---- | ---- |
| 367  | 346  | 339  | 332  | 301  | 311  | 304  | 305  | 295  |

| 1900 | 1905 | 1910 | 1921 | 1926 | 1931 | 1936 | 1946 | 1954 |
| ---- | ---- | ---- | ---- | ---- | ---- | ---- | ---- | ---- |
| 280  | 270  | 269  | 253  | 261  | 249  | 249  | 214  | 202  |

| 1962 | 1968 | 1990 | 1999 | 2006 | 2008 | 2013 | 2018 | 2022 |
| ---- | ---- | ---- | ---- | ---- | ---- | ---- | ---- | ---- |
| 189  | 183  | 215  | 269  | 277  | 279  | 266  | 331  | 366  |

## Lieux et monuments
- Église paroissiale Saint-Arbogast : clocher d’un premier édifice du Moyen Âge, la nef a été rebâtie au XVIIIe siècle ; tabernacle mural de style gothique ; buste reliquaire de saint Érasme ; vitraux commémoratifs des deux guerres mondiales au fond du sanctuaire.
- Presbytère, construit vers 1800 ; niche à la Sainte Vierge au-dessus de l’entrée.
- Cinq croix monumentales : une à l’entrée est du village, trois sur la rue Principale et une sur la place de l’Église.
- Ancien lavoir, en face de la place de l’Église.
- Ancienne métairie de l’abbaye de Graufthal, place de l’Église : maison à colombage à la façade imposante distinguée de plusieurs symboles.
- « Grotte » donnant sur la rue Principale.

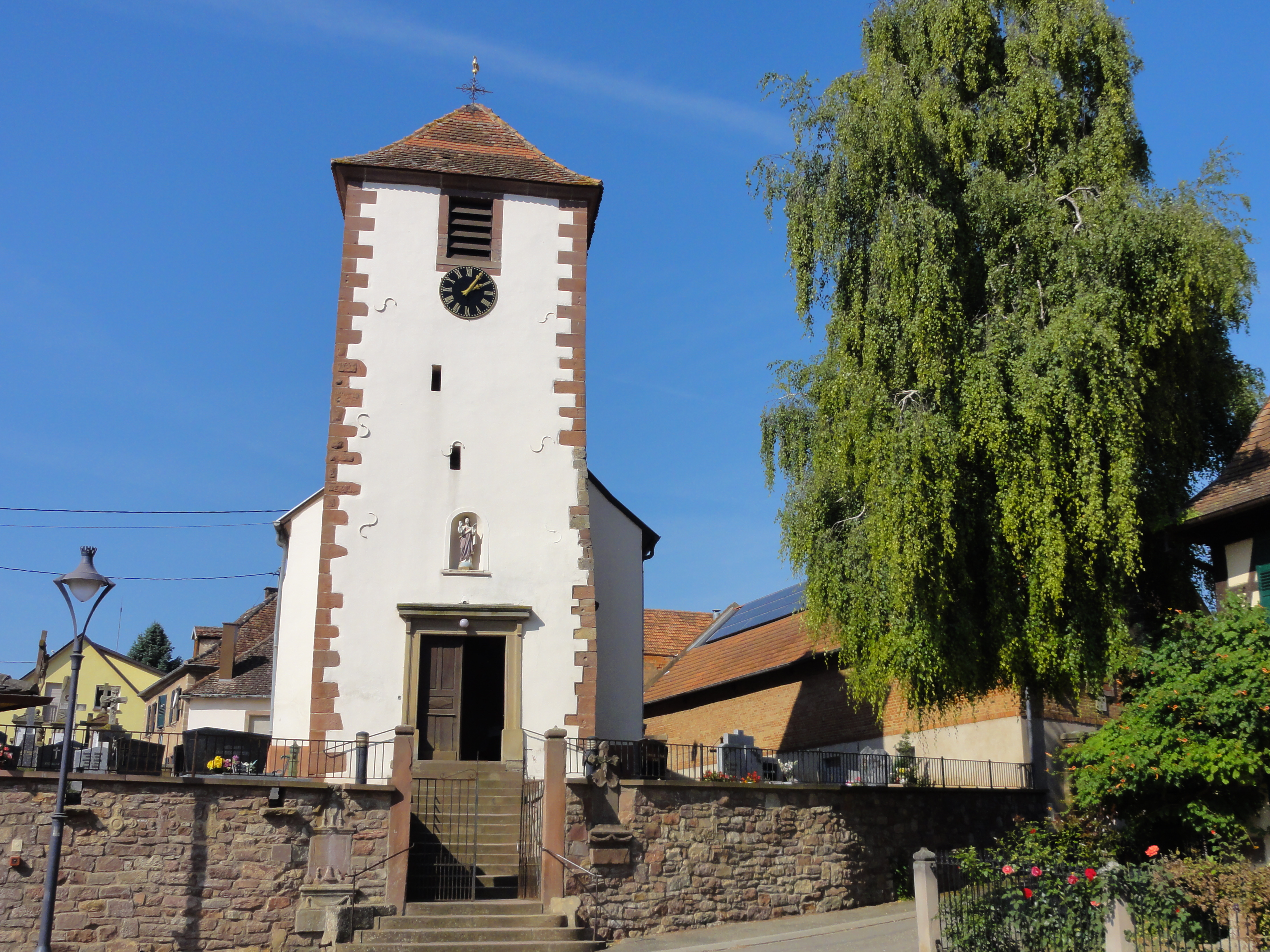
Église Saint-Arbogast.
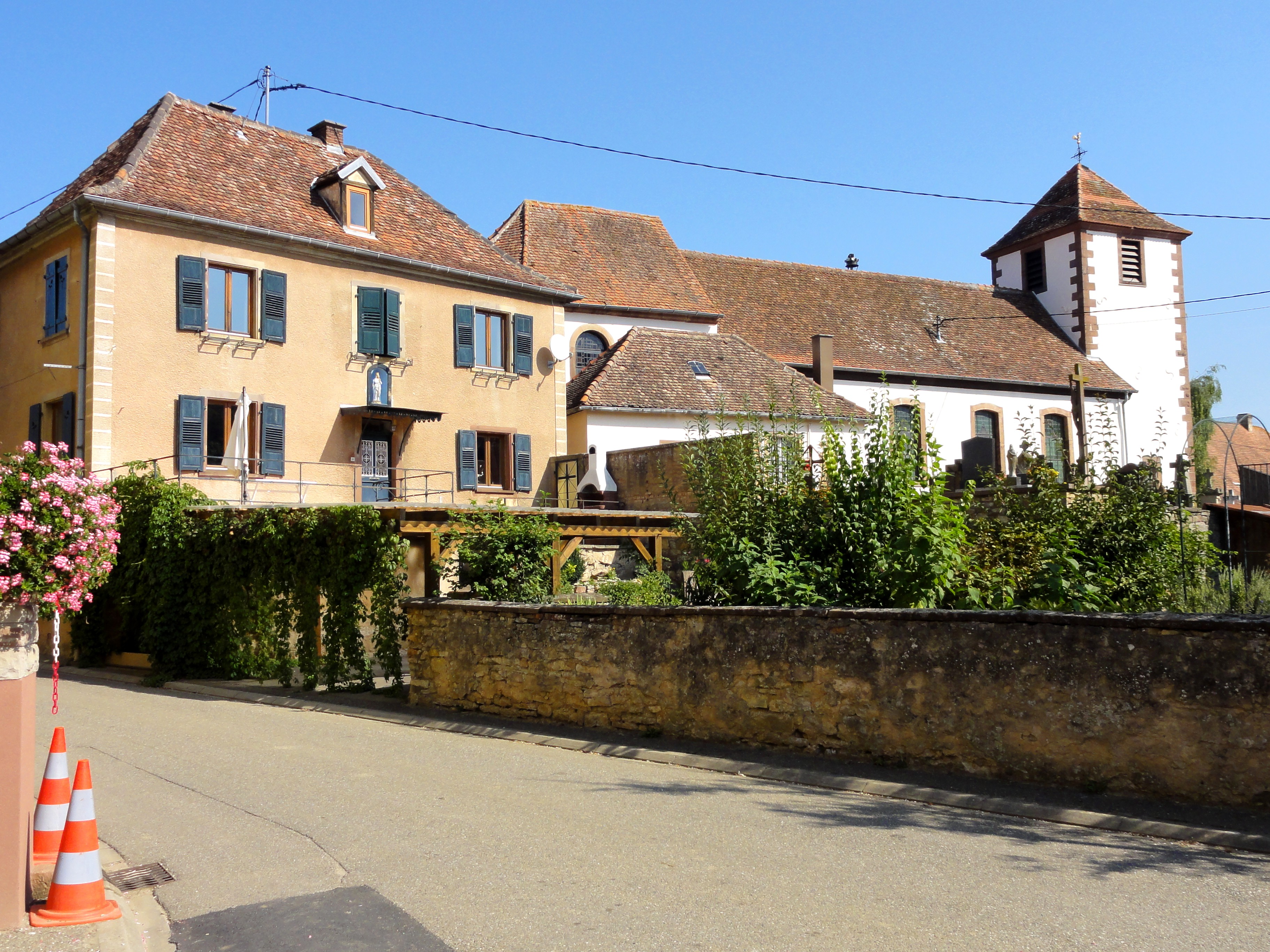
Presbytère (XVIIIe-XIXe).
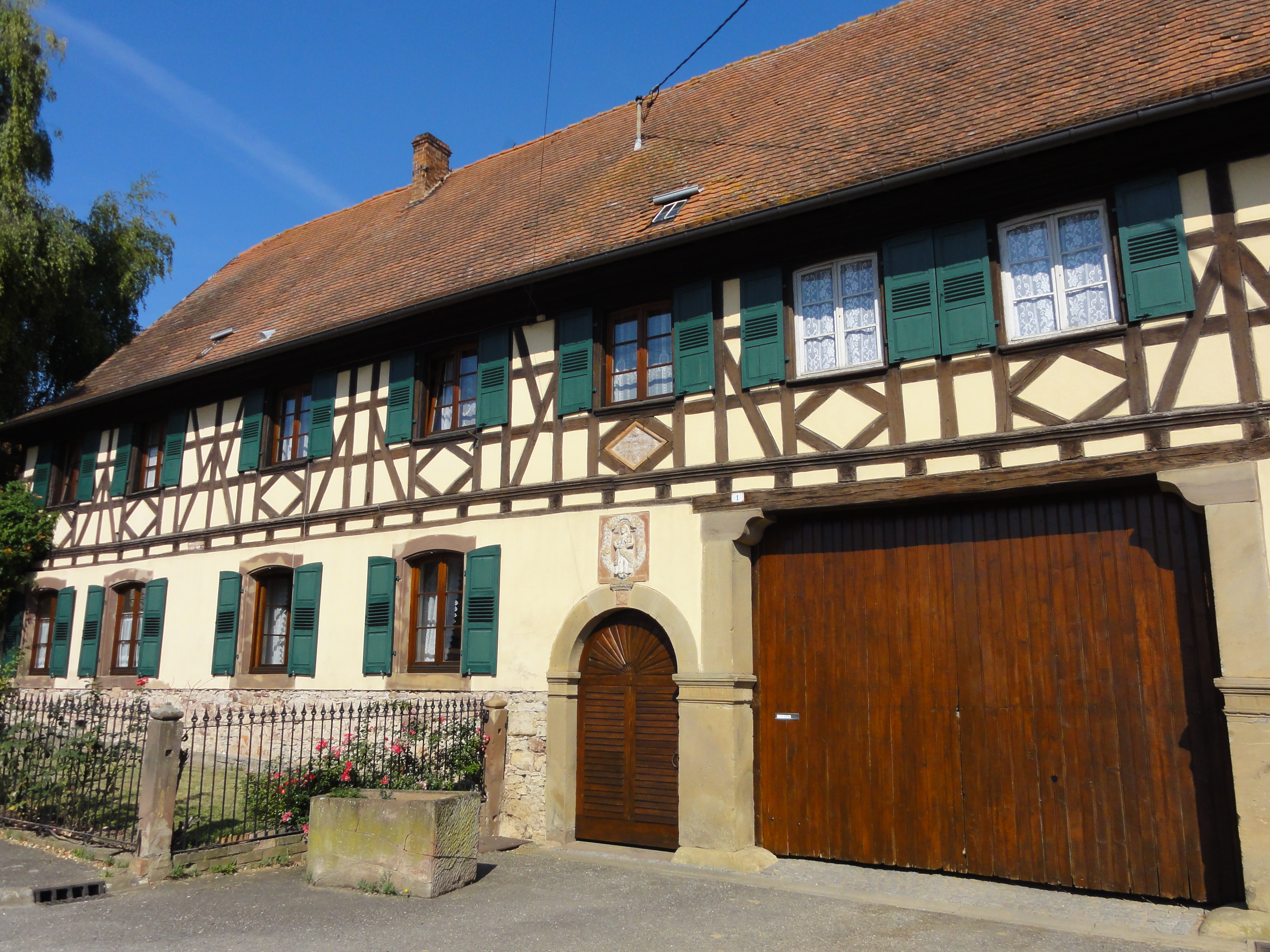
Ferme du XIXe, 1 place de l'Église.